# Houstonia procumbens
Houstonia procumbens är en måreväxtart som först beskrevs av Thomas Walter och Johann Friedrich Gmelin, och fick sitt nu gällande namn av Paul Carpenter Standley. Houstonia procumbens ingår i släktet Houstonia och familjen måreväxter. Inga underarter finns listade i Catalogue of Life.